# Memduh Ün
Arif Memduh Ün (14 de març de 1920 - 16 d'octubre de 2015) va ser un productor de cinema, director, actor i guionista turc. La seva pel·lícula, Kırık Çanaklar, es va presentar a l'11è Festival Internacional de Cinema de Berlín.

## Filmografia (selecció)
- Üç arkadas (1958)
- Kırık Çanaklar (1960)
- Üç Tekerlekli Bisiklet (1962)
- Altın Çocuk (1966)
- Cellat (1975)
- Postaci (1984)
- Bütün Kapılar Kapalıydı (1986)
- Zıkkımın Kökü (1993)